# SC Bern
SC Bern (förkortat SCB) är en schweizisk ishockeyklubb från huvudstaden Bern som spelar i Nationalliga A. SC Bern har blivit schweiziska mästare 16 gånger sedan 1959, senast säsongen 2018/2019. De senaste åren har SC Bern haft högst publiksiffror inom europeisk ishockey.
Schlittschuh-Club Bern (Skridskoklubben Bern) bildades 3 november 1930, och började officiellt spela 1 januari 1931. Säsongen 1936-37 spelade SC Bern i den nybildade NLA. De har vid fyra tillfällen spelat i den lägre divisionen NLB, senast 1982-86.
Schweiziska mästare: 1959, 1965, 1974, 1975, 1977, 1979, 1989, 1991, 1992, 1997, 2004, 2010, 2013, 2016, 2017, 2019.

## Bekanta spelare
- Christian Berglund
- Daniel Brière (2004-2005)
- Nathan Dempsey
- Dany Heatley (2004-2005)
- Andreas Johansson
- Patrik Juhlin
- Mark Mowers
- Fredrik Olausson
- Marc Savard (2004-2005)
- Patrik Stefan (2007)
- Henrik Tallinder (2004-2005)
- Reijo Ruotsalainen (1986/87 1990/91 1991/92)
- Thomas Ziegler
- Bud Holloway
- Calle Andersson

## Bilder

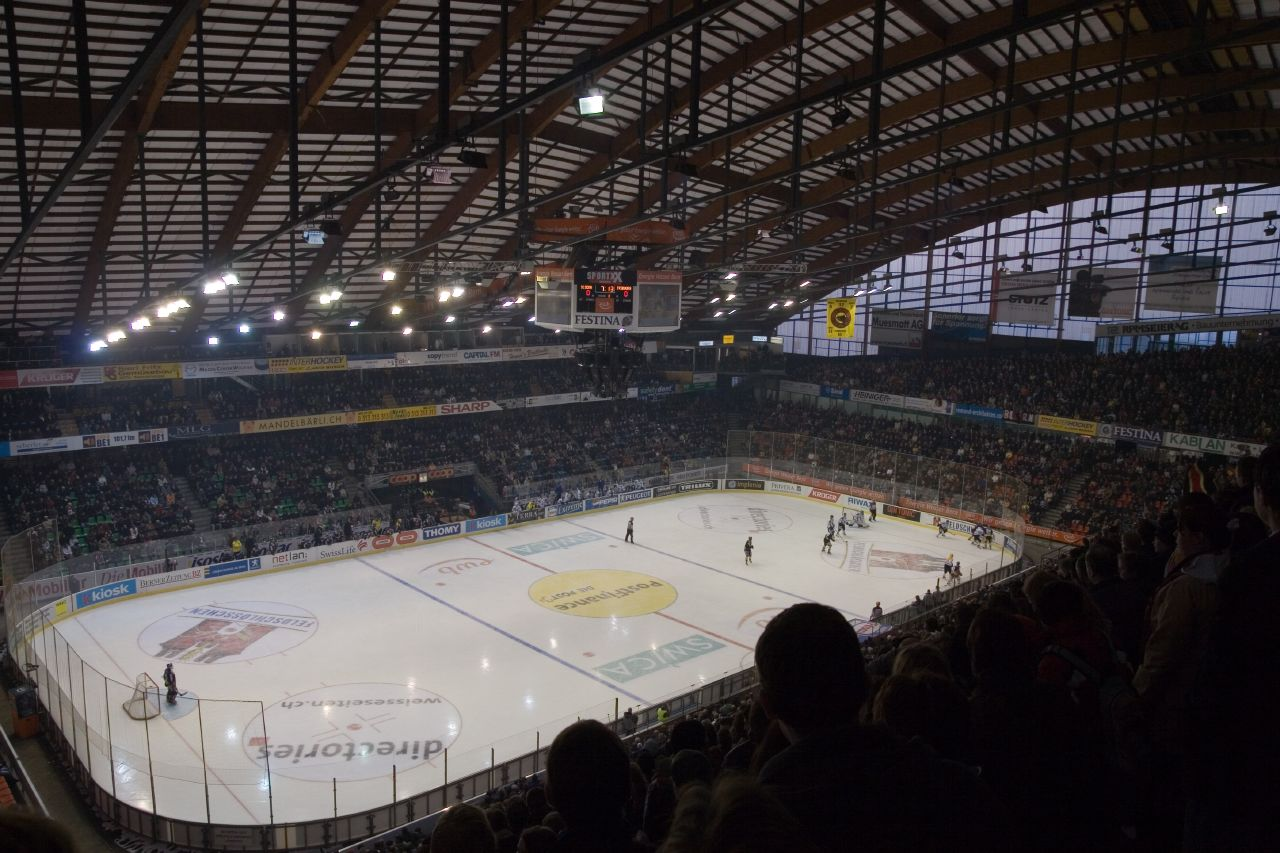
PostFinance Arena
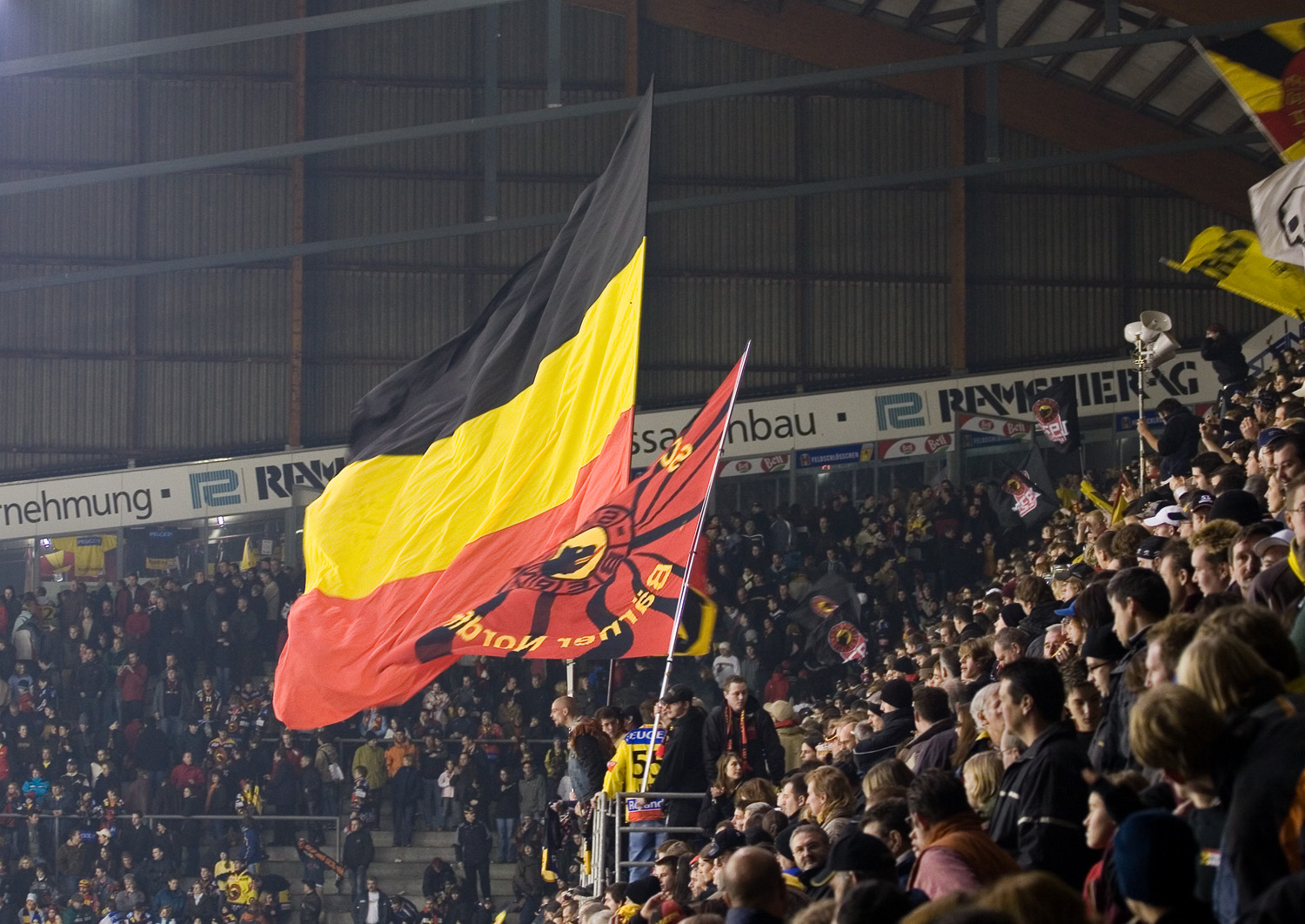
Fans på ståplatsläktaren
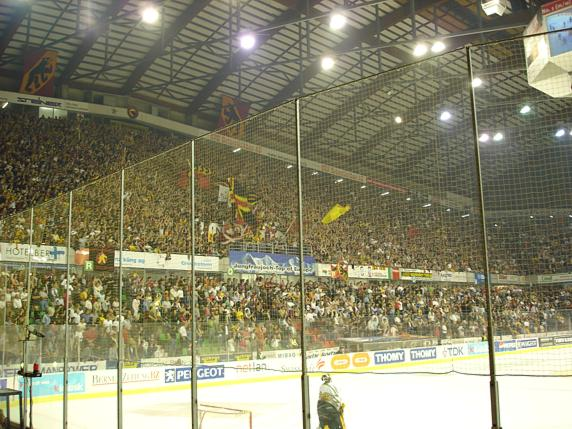
Ståplatsläktaren från sidan
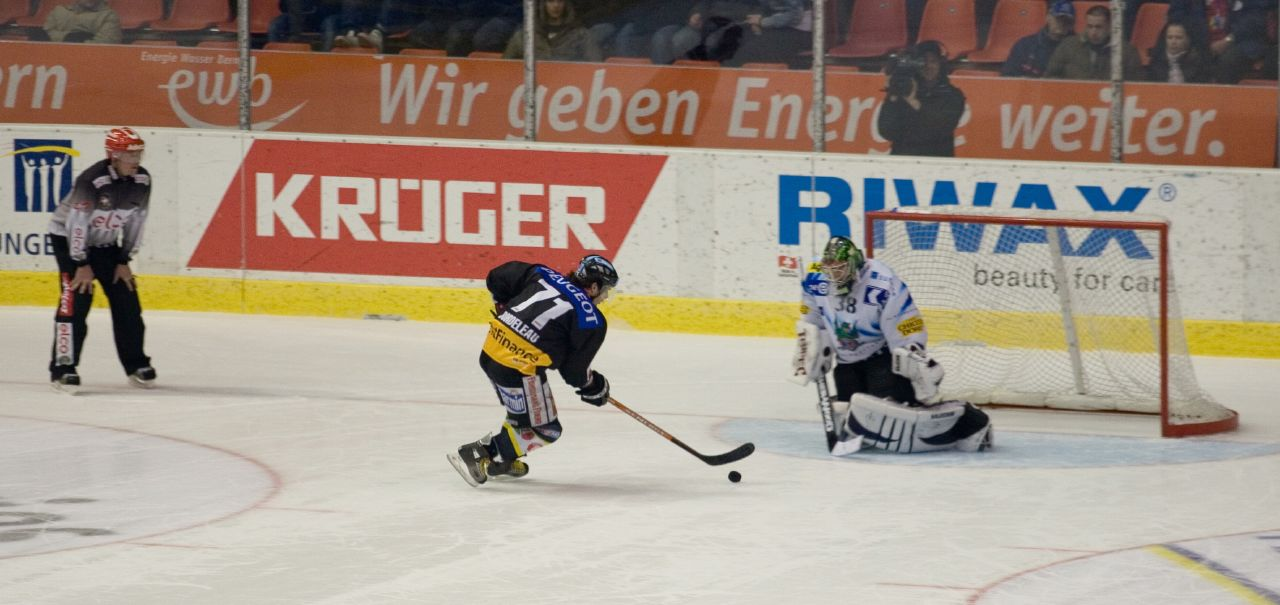
Sébastien Bordeleau
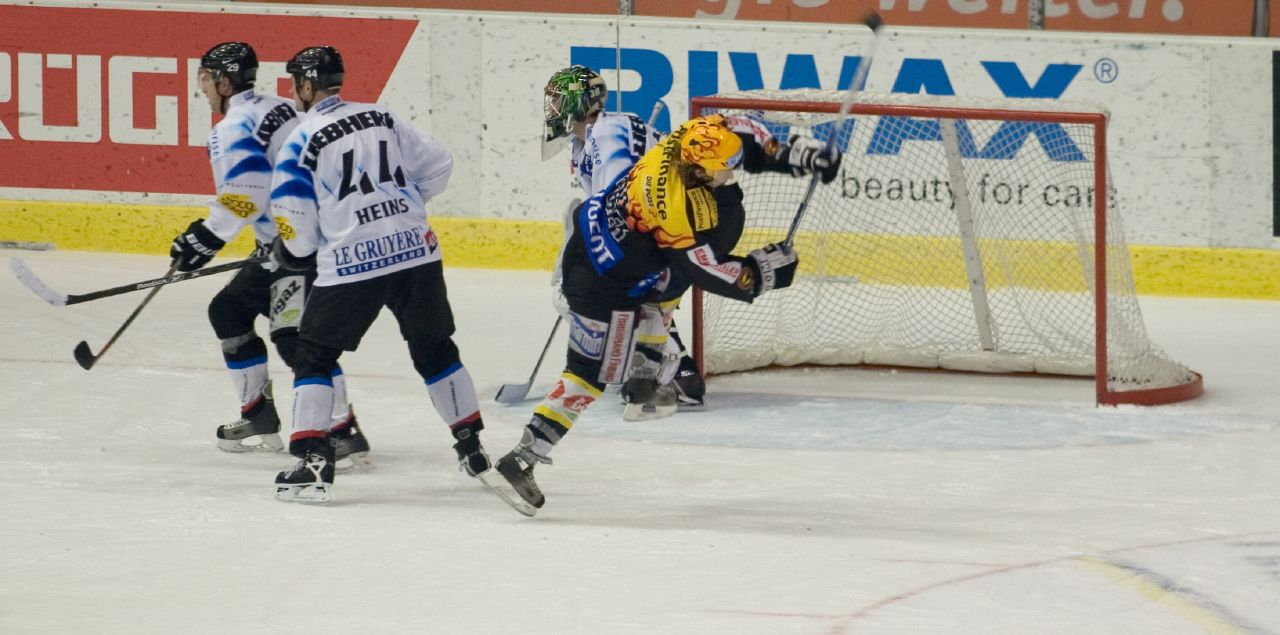
Simon Gamache
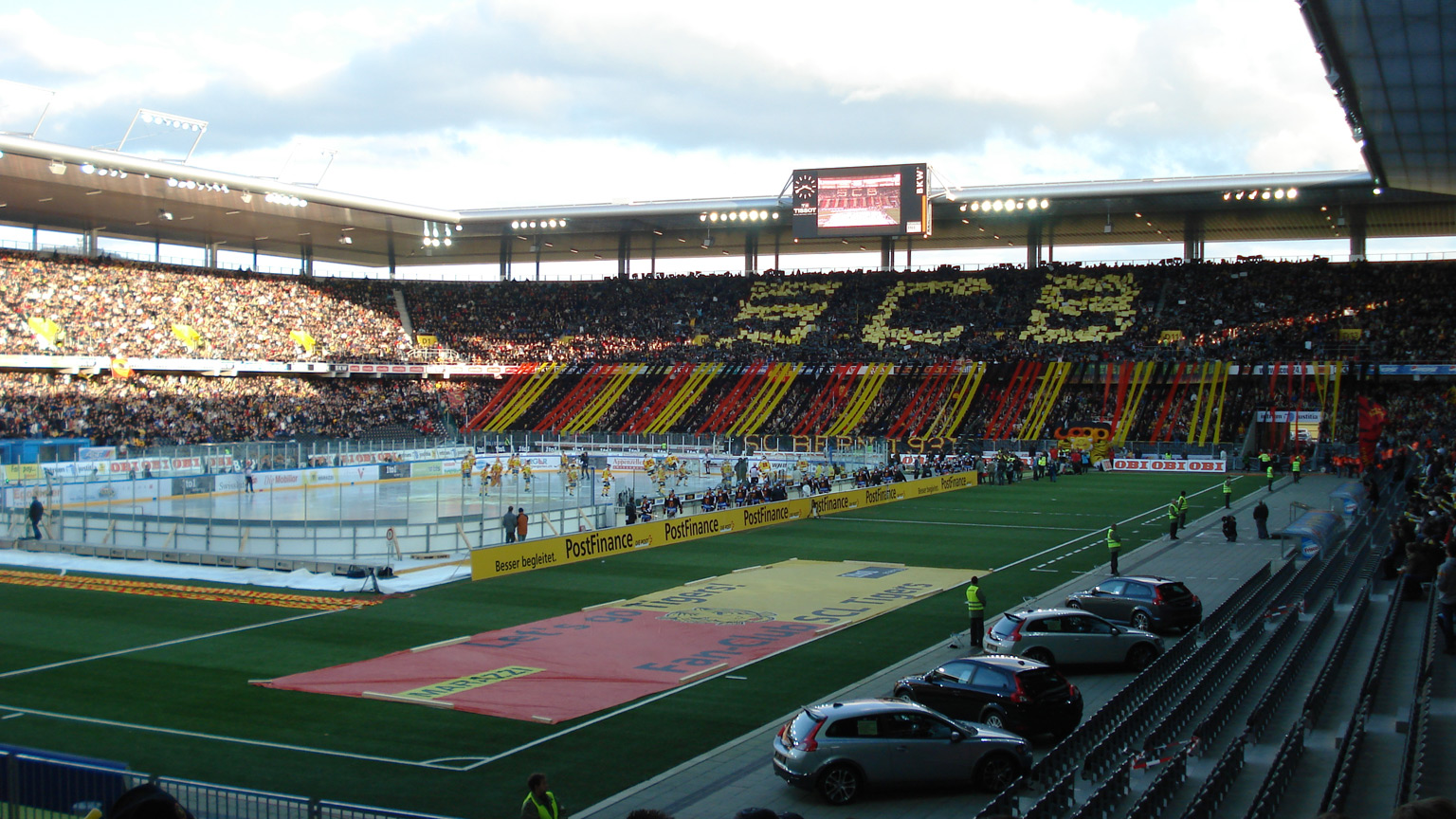
Match på Stade de Suisse